# Galleria nazionale d'arte di Leopoli
La Galleria nazionale d'arte di Leopoli è un museo di arte situato a Leopoli in Ucraina.
Il museo ospita al suo interno molte opere di artisti europei, nonché una vasta collezione di dipinti di pittori polacchi, italiani, olandesi, tedeschi e austriaci.
La decisione di fondare una galleria d'arte venne presa nel 1897, con l'apertura della Galleria d'arte di Leopoli che avvenne nel febbraio 1907. Il museo attraversò un periodo di difficoltà a cavallo tra la fine della seconda guerra mondiale e l'inizio dell'epoca sovietica.
Nell'ottobre 2009 ricevette lo status di Galleria nazionale d'arte dell'Ucraina. Il 12 aprile 2013 la galleria venne dedicata al critico d'arte Borys Voznyc'kyj.